# St. Paulus (Adana)

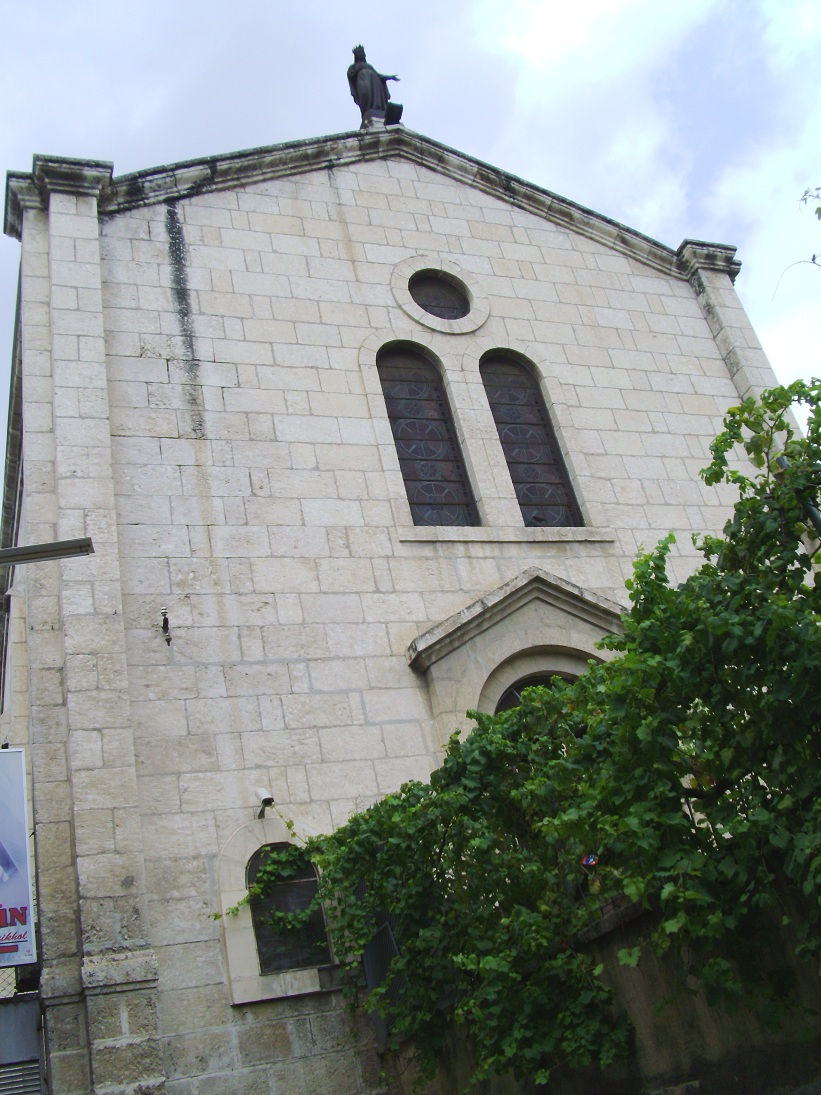
Sankt-Paulus-Kirche

Die Sankt-Paulus-Kirche (türkisch Aziz Pavlus Kilisesi) ist eine ab 1870 erbaute und 1880 bis 1890 fertiggestellte früher armenische, heute römisch-katholische Kirche an der Cemal-Gürsel-Straße am „Platz des 5. Januar“ (5 Ocak Meydanı) der südtürkischen Hafenstadt Adana. Die in der historischen Mahalle Tepebağ des Viertels Seyhan stehende Kirche ist derzeit aufgrund von Unstimmigkeiten mit der Stadtverwaltung geschlossen. Der Priester (başrahip) der Kirche ist Francis Dondu.
Die 2,50 Meter hohe bronzene Marienstatue auf der Dachspitze über dem Vordereingang erinnert an ein Kleinkind, so dass die Sankt-Paulus-Kirche im Volksmund auch Bebekli Kilise („Kirche mit Baby“) genannt wird. Da die katholische Kirche vom Staat keine finanziellen Zuwendungen erhält, musste die Kirchengemeinde ihren Garten in einen Parkplatz umwandeln, um Einnahmen zu erhalten.
Bis zum Völkermord an den Armeniern 1915 wurde die Kirche von der armenischen Gemeinde genutzt. Wegen fehlender Einrichtungen wird die Kirche auch von anderen Christen wie der evangelischen Gemeinschaft der Stadt genutzt.